# Aegon Championships 2016
Aegon Championships 2016 — тенісний турнір, що проходив на трав'яних кортах  у Лондоні, Велика Британія з 13 червня. Належав до категорії ATP 500, був турніром серії Queen's Club Championships 2016 року.

## Фінальна частина

### Одиночний розряд
Енді Маррей —  Милош Раонич 6–7(5–7), 6–4, 6–3

### Парний розряд
П'єр-Юг Ербер /  Ніколя Маю —  Кріс Гуччоне /  Андре Са 6–3, 7–6(7–5)